# Холодний Ключ (Вавозький район)
Холодний Ключ (рос. Холодный Ключ) — присілок у Вавозькому районі Удмуртії, Росія.
Населення — 1 особа (2010; 4 в 2002).
Національний склад (2002):
- росіяни — 100 %

Урбаноніми:
- вулиці — Джерельна